# Millotauropus machadoi
Millotauropus machadoi är en mångfotingart som beskrevs av Jules Rémy 1950. Millotauropus machadoi ingår i släktet Millotauropus, och familjen Millotauropodidae. Inga underarter finns listade i Catalogue of Life.